# Rosa-Lill Wåhlstedt
Rosa-Lill Viola Wåhlstedt, född 17 mars 1946 i Karlskoga, död där 26 maj 1991, var en svensk politiker och riksdagsledamot för Socialdemokraterna.
Wåhlstedt var ordinarie ledamot av Sveriges riksdag mellan 1988 och 26 maj 1991, då hon avled. Under sin tid i riksdagen var hon suppleant i Konstitutionsutskottet och Socialutskottet.
Innan hon valdes in i riksdagen 1988 hade hon varit kommunpolitiskt aktiv för Socialdemokraterna i Karlskoga kommun, fackligt aktiv i Handels lokalförening samt ledamot i det verkställande utskottet i distriktet för Socialdemokraterna. År 1979 valdes Wåhlstedt, 34 år gammal, in i kommunfullmäktige i Karlskoga kommun, och blev den första kvinnliga heltidspolitikern i kommunalhuset. Hon blev då ordförande i sociala centralnämnden, samt samordnare i kommunalhuset.